# جيمس بوغز
جيمس بوغز (بالإنجليزية: James Boggs)‏ هو كاتب أمريكي، ولد في 27 مايو 1919 في Marion Junction, Alabama ‏ في الولايات المتحدة، وتوفي في 22 يوليو 1993 في ديترويت في الولايات المتحدة.